# Évolution des relations diplomatiques du Saint-Siège en 2023
Représentation actuelle du Saint-Siège
- 2019
- 2020
- 2021
- 2022
- 2023
- 2024
- 2025
- 2026
- 2027

Représentations : près le Saint-Siège, pour le Saint-Siège
Cette liste présente les évolutions des relations pour et près le Saint-Siège en 2023.

## Évolution des relations près le Saint-Siège
Le tableau suivant présente la liste des ambassadeurs accrédités près le Saint-Siège ayant pris leurs fonctions en 2023. 
| Date              | Pays             | Nom                                | Note                                                   |
| ----------------- | ---------------- | ---------------------------------- | ------------------------------------------------------ |
| 14 janvier 2023   | Azerbaïdjan      | Ilgar Yusif oğlu Mukhtarov         | Premier ambassadeur azerbaïdjanais près le Saint-Siège |
| 16 janvier 2023   | Corée du Sud     | Hyunjoo Oh                         |                                                        |
| 26 janvier 2023   | Japon            | Akira Chiba (ja)                   |                                                        |
| 9 février 2023    | Salvador         | Julieta Anabella Machuca y Machuca |                                                        |
| 16 février 2023   | Turquie          | Ufuk Ulutaş                        |                                                        |
| 6 mars 2023       | Mozambique       | Raul Domingos (pt)                 |                                                        |
| 25 mars 2023      | Burkina Faso     | Régis Kévin Bakyono                |                                                        |
| 8 mai 2023        | Colombie         | Alberto Ospina Carreño             |                                                        |
| 13 mai 2023       | Islande          | Einar Gunnarsson (is)              |                                                        |
| 13 mai 2023       | Bangladesh       | Mohammad Sufiur Rahman (en)        |                                                        |
| 13 mai 2023       | Syrie            | Louay Fallouh                      |                                                        |
| 13 mai 2023       | Gambie           | Fatou Bensouda                     |                                                        |
| 13 mai 2023       | Kazakhstan       | Kairat Sarzhanov (ru)              |                                                        |
| 28 septembre 2023 | Malaisie         | Hendy Anak Assan                   |                                                        |
| 21 octobre 2023   | Albanie          | Majlinda Frangaj                   |                                                        |
| 6 novembre 2023   | Brésil           | Everton Vieira Vargas (pt)         | [ 12 ]                                                 |
| 6 novembre 2023   | Suisse           | Manuela Leimgruber (de)            | [ 13 ]                                                 |
| 16 novembre 2023  | Bulgarie         | Kostadin Tashev Kodzhabashev       |                                                        |
| 2 décembre 2023   | Slovénie         | Franc But (sl)                     |                                                        |
| 7 décembre 2023   | Koweït           | Yaqoub Yousef Alsanad              |                                                        |
| 7 décembre 2023   | Nouvelle-Zélande | Tara Deborah Morton                |                                                        |
| 7 décembre 2023   | Malawi           | Joseph John Mpinganjira            |                                                        |
| 7 décembre 2023   | Guinée           | Aliou Barry                        |                                                        |
| 7 décembre 2023   | Suède            | Per Holmström                      |                                                        |
| 7 décembre 2023   | Tchad            | Ahmad Makaila                      |                                                        |
| 11 décembre 2023  | Indonésie        | Michael Trias Kuncahyono (id)      |                                                        |
| 15 décembre 2023  | Honduras         | Reniery Augusto Jiménez Dubón      |                                                        |
| 22 décembre 2023  | Iran             | Mohammad Hossein Mokhtari          |                                                        |
| 30 décembre 2023  | Oman             | Mahmood bin Hamed Nasser Al Hasani |                                                        |

## Évolution des relations pour le Saint-Siège
Le tableau suivant présente la liste des nonces ou délégués apostoliques nommés par le Saint-Siège en 2023 pour le représenter dans différents pays et instances internationales. 
| Date               | Pays                                  | Titre                 | Nom                               | Nationalité             |
| ------------------ | ------------------------------------- | --------------------- | --------------------------------- | ----------------------- |
| 2 janvier 2023     | Tanzanie (en)                         | Nonce apostolique     | Angelo Accattino                  | Italie                  |
| 2 janvier 2023     | Bolivie (en)                          | Nonce apostolique     | vacant                            | vacant                  |
| 3 janvier 2023     | Uruguay (en)                          | Nonce apostolique     | Gianfranco Gallone                | Italie                  |
| 3 janvier 2023     | Malawi (en)                           | Nonce apostolique     | vacant                            | vacant                  |
| 3 janvier 2023     | Zambie                                | Nonce apostolique     | vacant                            | vacant                  |
| 3 janvier 2023     | Émirats arabes unis (en)              | Nonce apostolique     | Christophe Zakhia El-Kassis       | Liban                   |
| 3 janvier 2023     | Pakistan (en)                         | Nonce apostolique     | vacant                            | vacant                  |
| 5 janvier 2023     | République centrafricaine             | Nonce apostolique     | Giuseppe Laterza (en)             | Italie                  |
| 5 janvier 2023     | Tchad (en)                            | Nonce apostolique     | Giuseppe Laterza (en)             | Italie                  |
| 25 janvier 2023    | Pologne                               | Nonce apostolique     | vacant                            | vacant                  |
| 25 janvier 2023    | Danemark (en)                         | Nonce apostolique     | Julio Murat                       | Turquie                 |
| 8 février 2023     | Botswana                              | Nonce apostolique     | vacant                            | vacant                  |
| 8 février 2023     | Afrique du Sud                        | Nonce apostolique     | vacant                            | vacant                  |
| 8 février 2023     | Lesotho (en)                          | Nonce apostolique     | vacant                            | vacant                  |
| 8 février 2023     | Namibie (en)                          | Nonce apostolique     | vacant                            | vacant                  |
| 8 février 2023     | Eswatini (en)                         | Nonce apostolique     | vacant                            | vacant                  |
| 8 février 2023     | Cambodge (en)                         | Nonce apostolique     | Peter Bryan Wells                 | États-Unis              |
| 8 février 2023     | Thaïlande (en)                        | Nonce apostolique     | Peter Bryan Wells                 | États-Unis              |
| 8 février 2023     | Laos (en)                             | Délégué apostolique   | Peter Bryan Wells                 | États-Unis              |
| 9 février 2023     | Seychelles (en)                       | Nonce apostolique     | Tomasz Grysa                      | Pologne                 |
| 15 février 2023    | République dominicaine (en)           | Nonce apostolique     | vacant                            | vacant                  |
| 15 février 2023    | Porto Rico (en)                       | Nonce apostolique     | vacant                            | vacant                  |
| 17 février 2023    | Chypre (en)                           | Nonce apostolique     | Giovanni Pietro Dal Toso (en)     | Italie                  |
| 25 février 2023    | Irlande (en)                          | Nonce apostolique     | Luis Mariano Montemayor           | Luis Mariano Montemayor |
| 25 février 2023    | Colombie (en)                         | Nonce apostolique     | vacant                            | Argentine               |
| 7 mars 2023        | Finlande (en)                         | Nonce apostolique     | Julio Murat                       | Turquie                 |
| 15 mars 2023       | Nations unies - Genève                | Observateur permanent | vacant                            | vacant                  |
| 16 mars 2023       | Norvège (en)                          | Nonce apostolique     | Julio Murat                       | Turquie                 |
| 21 mars 2023       | Maurice (en)                          | Nonce apostolique     | Tomasz Grysa                      | Pologne                 |
| 13 avril 2023      | Roumanie                              | Nonce apostolique     | vacant                            | vacant                  |
| 13 avril 2023      | Moldavie (en)                         | Nonce apostolique     | vacant                            | vacant                  |
| 13 avril 2023      | Royaume-Uni                           | Nonce apostolique     | Miguel Maury Buendía              | Espagne                 |
| 16 mai 2023        | Monaco (en)                           | Nonce apostolique     | vacant                            | vacant                  |
| 18 mai 2023        | Libye                                 | Nonce apostolique     | Savio Hon Tai-Fai                 | Chine                   |
| 18 mai 2023        | République dominicaine (en)           | Nonce apostolique     | Piergiorgio Bertoldi              | Italie                  |
| 18 mai 2023        | Porto Rico (en)                       | Délégué apostolique   | Piergiorgio Bertoldi              | Italie                  |
| 18 mai 2023        | Mozambique (en)                       | Nonce apostolique     | vacant                            | vacant                  |
| 22 mai 2023        | Oman (en)                             | Nonce apostolique     | Nicolas Thévenin                  | France                  |
| 5 juin 2023        | Malawi (en)                           | Nonce apostolique     | Gian Luca Perici (en)             | Italie                  |
| 5 juin 2023        | Zambie                                | Nonce apostolique     | Gian Luca Perici (en)             | Italie                  |
| 16 juin 2023       | Pakistan (en)                         | Nonce apostolique     | Germano Penemote (en)             | Angola                  |
| 16 juin 2023       | Côte d'Ivoire                         | Nonce apostolique     | Mauricio Rueda Beltz              | Colombie                |
| 16 juin 2023       | Kazakhstan (en)                       | Nonce apostolique     | George Panamthundil (en)          | Inde                    |
| 19 juin 2023       | Corée du Sud (en)                     | Nonce apostolique     | vacant                            | vacant                  |
| 19 juin 2023       | Mongolie (en)                         | Nonce apostolique     | vacant                            | vacant                  |
| 21 juin 2023       | Nations unies - Genève                | Observateur permanent | Ettore Balestrero                 | Italie                  |
| 21 juin 2023       | République démocratique du Congo (en) | Nonce apostolique     | vacant                            | vacant                  |
| 30 juin 2023       | Maroc (en)                            | Nonce apostolique     | vacant                            | vacant                  |
| 11 juillet 2023    | Costa Rica (en)                       | Nonce apostolique     | vacant                            | vacant                  |
| 15 juillet 2023    | Kirghizistan (en)                     | Nonce apostolique     | George Panamthundil (en)          | Inde                    |
| 15 juillet 2023    | Tadjikistan (en)                      | Nonce apostolique     | George Panamthundil (en)          | Inde                    |
| 19 juillet 2023    | Colombie (en)                         | Nonce apostolique     | Paolo Rudelli                     | Italie                  |
| 19 juillet 2023    | Zimbabwe (en)                         | Nonce apostolique     | vacant                            | vacant                  |
| 8 août 2023        | Pologne                               | Nonce apostolique     | Antonio Guido Filipazzi           | Italie                  |
| 8 août 2023        | Nigeria (en)                          | Nonce apostolique     | vacant                            | vacant                  |
| 13 août 2023       | Bangladesh (en)                       | Nonce apostolique     | Kevin Stuart Randall (en)         | États-Unis              |
| 30 août 2023       | Guinée équatoriale (en)               | Nonce apostolique     | José Avelino Bettencourt          | Portugal                |
| 30 août 2023       | Cameroun                              | Nonce apostolique     | José Avelino Bettencourt          | Portugal                |
| 30 août 2023       | Arménie (en)                          | Nonce apostolique     | vacant                            | vacant                  |
| 30 août 2023       | Géorgie (en)                          | Nonce apostolique     | vacant                            | vacant                  |
| 1er septembre 2023 | Japon (en)                            | Nonce apostolique     | vacant                            | vacant                  |
| 17 novembre 2023   | Bolivie (en)                          | Nonce apostolique     | Fermín Emilio Sosa Rodríguez (en) | Mexique                 |
| 17 novembre 2023   | Papouasie-Nouvelle-Guinée (en)        | Nonce apostolique     | vacant                            | vacant                  |
| 17 novembre 2023   | Îles Salomon (en)                     | Nonce apostolique     | vacant                            | vacant                  |
| 8 décembre 2023    | Maroc (en)                            | Nonce apostolique     | Alfred Xuereb                     | Malte                   |
| 29 décembre 2023   | Paraguay (en)                         | Nonce apostolique     | Vincenzo Turturro (en)            | Italie                  |

## Composition du corps diplomatique du Saint-Siège au 31 décembre 2023
| Pays                                  | Représentation          | Représentant                      | Nomination         |
| ------------------------------------- | ----------------------- | --------------------------------- | ------------------ |
| Afrique du Sud                        | Nonce apostolique       | vacant                            | 8 février 2023     |
| Albanie (en)                          | Nonce apostolique       | Luigi Bonazzi                     | 10 décembre 2020   |
| Algérie                               | Nonce apostolique       | Kurian Vayalunkal                 | 1er janvier 2021   |
| Allemagne                             | Nonce apostolique       | Nikola Eterović                   | 21 septembre 2013  |
| Andorre (en)                          | Nonce apostolique       | Bernardito Auza                   | 1er octobre 2019   |
| Angola (en)                           | Nonce apostolique       | Giovanni Gaspari                  | 21 septembre 2020  |
| Antigua-et-Barbuda (en)               | Nonce apostolique       | Santiago De Wit Guzmán            | 30 juillet 2022    |
| Antilles                              | Délégué apostolique     | Santiago De Wit Guzmán            | 30 juillet 2022    |
| Argentine (en)                        | Nonce apostolique       | Mirosław Adamczyk                 | 22 février 2020    |
| Arménie (en)                          | Nonce apostolique       | vacant                            | 30 août 2023       |
| ASEAN                                 | Nonce apostolique       | Piero Pioppo                      | 19 mars 2018       |
| Australie (en)                        | Nonce apostolique       | Charles Daniel Balvo              | 17 janvier 2022    |
| Autriche (en)                         | Nonce apostolique       | Pedro López Quintana              | 4 mars 2019        |
| Azerbaïdjan (en)                      | Nonce apostolique       | Marek Solczyński                  | 14 février 2022    |
| Bahamas (en)                          | Nonce apostolique       | Santiago De Wit Guzmán            | 12 novembre 2022   |
| Bahreïn (en)                          | Nonce apostolique       | Eugene Martin Nugent              | 11 février 2021    |
| Bangladesh (en)                       | Nonce apostolique       | Kevin Stuart Randall (en)         | 13 août 2023       |
| Barbade (en)                          | Nonce apostolique       | Santiago De Wit Guzmán            | 12 novembre 2022   |
| Belgique (en)                         | Nonce apostolique       | Franco Coppola                    | 15 novembre 2021   |
| Belize (en)                           | Nonce apostolique       | Santiago De Wit Guzmán            | 30 juillet 2022    |
| Bénin                                 | Nonce apostolique       | Mark Miles                        | 5 février 2021     |
| Biélorussie (en)                      | Nonce apostolique       | Ante Jozić                        | 21 mai 2020        |
| Birmanie (en)                         | Nonce apostolique       | vacant                            | 16 juillet 2022    |
| Bolivie (en)                          | Nonce apostolique       | Fermín Emilio Sosa Rodríguez (en) | 17 novembre 2023   |
| Bosnie-Herzégovine (en)               | Nonce apostolique       | Francis Assisi Chullikatt         | 1er octobre 2022   |
| Botswana                              | Nonce apostolique       | vacant                            | 8 février 2023     |
| Brésil (en)                           | Nonce apostolique       | Giambattista Diquattro            | 29 août 2020       |
| Brunei (en)                           | Délégué apostolique     | Wojciech Załuski                  | 29 septembre 2020  |
| Bulgarie (en)                         | Nonce apostolique       | Luciano Suriani                   | 13 mai 2022        |
| Burkina Faso (en)                     | Nonce apostolique       | Michael Francis Crotty            | 1er février 2020   |
| Burundi                               | Nonce apostolique       | Dieudonné Datonou                 | 7 octobre 2021     |
| Cambodge (en)                         | Nonce apostolique       | Peter Bryan Wells                 | 8 février 2023     |
| Cameroun                              | Nonce apostolique       | José Avelino Bettencourt          | 30 août 2023       |
| Canada                                | Nonce apostolique       | Ivan Jurkovič                     | 5 juin 2021        |
| Cap-Vert                              | Nonce apostolique       | Waldemar Stanisław Sommertag      | 6 septembre 2022   |
| République centrafricaine             | Nonce apostolique       | Giuseppe Laterza (en)             | 5 janvier 2023     |
| Chili (en)                            | Nonce apostolique       | Alberto Ortega Martín             | 7 octobre 2019     |
| Chine (en)                            | fonction supprimée      | vacant                            | 25 mars 1979       |
| Chypre (en)                           | Nonce apostolique       | Giovanni Pietro Dal Toso (en)     | 17 février 2023    |
| Colombie (en)                         | Nonce apostolique       | Paolo Rudelli                     | 19 juillet 2023    |
| Comores (en)                          | Délégué apostolique     | Tomasz Grysa                      | 27 septembre 2022  |
| Conseil de l'Europe                   | Observateur permanent   | Marco Ganci (en)                  | 21 septembre 2019  |
| Congo                                 | Nonce apostolique       | Javier Herrera Corona             | 5 février 2022     |
| République démocratique du Congo (en) | Nonce apostolique       | vacant                            | 21 juin 2023       |
| Îles Cook (en)                        | Nonce apostolique       | Novatus Rugambwa                  | 2 février 2021     |
| Corée du Sud (en)                     | Nonce apostolique       | vacant                            | 19 juin 2023       |
| Costa Rica (en)                       | Nonce apostolique       | vacant                            | 11 juillet 2023    |
| Côte d'Ivoire                         | Nonce apostolique       | Mauricio Rueda Beltz              | 16 juin 2023       |
| Croatie (en)                          | Nonce apostolique       | Giorgio Lingua                    | 22 juillet 2019    |
| Cuba (en)                             | Nonce apostolique       | Giampiero Gloder                  | 11 octobre 2019    |
| Danemark (en)                         | Nonce apostolique       | Julio Murat                       | 25 janvier 2023    |
| Djibouti                              | Nonce apostolique       | Antoine Camilleri                 | 31 octobre 2019    |
| République dominicaine (en)           | Nonce apostolique       | Piergiorgio Bertoldi              | 18 mai 2023        |
| Dominique (en)                        | Nonce apostolique       | Santiago De Wit Guzmán            | 12 novembre 2022   |
| Équateur (en)                         | Nonce apostolique       | Andrés Carrascosa Coso            | 22 juin 2017       |
| Égypte                                | Nonce apostolique       | Nicolas Thevenin                  | 4 novembre 2019    |
| Émirats arabes unis (en)              | Nonce apostolique       | Christophe Zakhia El-Kassis       | 3 janvier 2023     |
| Érythrée (en)                         | Nonce apostolique       | Luís Miguel Muñoz Cárdaba (en)    | 31 mars 2020       |
| Espagne                               | Nonce apostolique       | Bernardito Auza                   | 1er octobre 2019   |
| Estonie (en)                          | Nonce apostolique       | Petar Rajič                       | 6 août 2019        |
| Eswatini (en)                         | Nonce apostolique       | vacant                            | 8 février 2023     |
| Éthiopie (en)                         | Nonce apostolique       | Antoine Camilleri                 | 31 octobre 2019    |
| États-Unis                            | Nonce apostolique       | Christophe Pierre                 | 12 avril 2016      |
| Fidji (en)                            | Nonce apostolique       | Novatus Rugambwa                  | 25 mai 2019        |
| Finlande (en)                         | Nonce apostolique       | Julio Murat                       | 7 mars 2023        |
| France                                | Nonce apostolique       | Celestino Migliore                | 11 janvier 2020    |
| Gabon (en)                            | Nonce apostolique       | Javier Herrera Corona             | 5 février 2022     |
| Gambie                                | Nonce apostolique       | Walter Erbì (en)                  | 30 novembre 2022   |
| Géorgie (en)                          | Nonce apostolique       | vacant                            | 30 août 2023       |
| Ghana (en)                            | Nonce apostolique       | Henryk Jagodziński                | 3 mai 2020         |
| Grande-Bretagne                       | Nonce apostolique       | Miguel Maury Buendía              | 13 avril 2023      |
| Grèce (en)                            | Nonce apostolique       | Jan Romeo Pawłowski               | 1er décembre 2022  |
| Grenade (en)                          | Nonce apostolique       | Santiago De Wit Guzmán            | 30 juillet 2022    |
| Guatemala (en)                        | Nonce apostolique       | Francisco Montecillo Padilla      | 17 avril 2020      |
| Guinée (en)                           | Nonce apostolique       | Mambé Jean-Sylvain Emien          | 12 novembre 2022   |
| Guinée-Bissau (en)                    | Nonce apostolique       | Waldemar Stanisław Sommertag      | 6 septembre 2022   |
| Guinée équatoriale (en)               | Nonce apostolique       | José Avelino Bettencourt          | 30 août 2023       |
| Guyana (en)                           | Nonce apostolique       | Santiago De Wit Guzmán            | 30 juillet 2022    |
| Haïti                                 | Nonce apostolique       | Francisco Escalante Molina        | 4 juin 2021        |
| Honduras (en)                         | Nonce apostolique       | Gábor Pintér                      | 12 novembre 2019   |
| Hongrie                               | Nonce apostolique       | Michael Wallace Banach            | 3 mai 2022         |
| Inde (en)                             | Nonce apostolique       | Leopoldo Girelli                  | 13 mars 2021       |
| Indonésie (en)                        | Nonce apostolique       | Piero Pioppo                      | 8 septembre 2017   |
| Iran (en)                             | Nonce apostolique       | Andrzej Józwowicz                 | 28 juin 2021       |
| Irak (en)                             | Nonce apostolique       | Mitja Leskovar                    | 1er mai 2020       |
| Irlande (en)                          | Nonce apostolique       | Luis Mariano Montemayor           | 25 février 2023    |
| Islande (en)                          | Nonce apostolique       | Julio Murat                       | 9 novembre 2022    |
| Israël (en)                           | Nonce apostolique       | Adolfo Tito Yllana                | 3 juin 2021        |
| Italie (en)                           | Nonce apostolique       | Emil Paul Tscherrig               | 12 septembre 2017  |
| Jamaïque (en)                         | Nonce apostolique       | Santiago De Wit Guzmán            | 12 novembre 2022   |
| Japon (en)                            | Nonce apostolique       | vacant                            | 1er septembre 2023 |
| Jérusalem et Palestine (en)           | Délégué apostolique     | Adolfo Tito Yllana                | 3 juin 2021        |
| Jordanie (en)                         | Nonce apostolique       | vacant                            | 7 octobre 2019     |
| Kazakhstan (en)                       | Nonce apostolique       | George Panamthundil (en)          | 16 juin 2023       |
| Kenya (en)                            | Nonce apostolique       | Hubertus van Megen                | 16 février 2019    |
| Kiribati (en)                         | Nonce apostolique       | Novatus Rugambwa                  | 30 novembre 2019   |
| Kosovo (en)                           | Délégué apostolique     | Jean-Marie Speich                 | 19 mars 2019       |
| Koweït (en)                           | Nonce apostolique       | Eugene Martin Nugent              | 7 janvier 2021     |
| Kirghizistan (en)                     | Nonce apostolique       | George Panamthundil (en)          | 15 juillet 2023    |
| Laos (en)                             | Délégué apostolique     | Peter Bryan Wells                 | 8 février 2023     |
| Lesotho (en)                          | Nonce apostolique       | vacant                            | 8 février 2023     |
| Lettonie (en)                         | Nonce apostolique       | Petar Rajič                       | 6 août 2019        |
| Liban (en)                            | Nonce apostolique       | Paolo Borgia                      | 24 septembre 2022  |
| Liberia (en)                          | Nonce apostolique       | Walter Erbì (en)                  | 16 juillet 2022    |
| Libye                                 | Nonce apostolique       | Savio Hon Tai-Fai                 | 18 mai 2023        |
| Liechtenstein (en)                    | Nonce apostolique       | Martin Krebs                      | 3 mars 2021        |
| Ligue arabe                           | Délégué apostolique     | Nicolas Thevenin                  | 4 novembre 2019    |
| Lituanie (en)                         | Nonce apostolique       | Petar Rajič                       | 15 juin 2019       |
| Luxembourg (en)                       | Nonce apostolique       | Franco Coppola                    | 14 décembre 2021   |
| Macédoine (en)                        | Nonce apostolique       | Luciano Suriani                   | 21 mai 2022        |
| Madagascar (en)                       | Nonce apostolique       | Tomasz Grysa                      | 27 septembre 2022  |
| Malawi (en)                           | Nonce apostolique       | Gian Luca Perici (en)             | 5 juin 2023        |
| Malaisie (en)                         | Nonce apostolique       | Wojciech Załuski                  | 29 septembre 2020  |
| Mali (en)                             | Nonce apostolique       | Mambé Jean-Sylvain Emien          | 2 février 2022     |
| Malte                                 | Nonce apostolique       | Savio Hon Tai-Fai                 | 24 octobre 2022    |
| Maroc (en)                            | Nonce apostolique       | Alfred Xuereb                     | 8 décembre 2023    |
| Îles Marshall (en)                    | Nonce apostolique       | Novatus Rugambwa                  | 30 novembre 2019   |
| Mauritanie (en)                       | Nonce apostolique       | Waldemar Stanisław Sommertag      | 6 septembre 2022   |
| Maurice (en)                          | Nonce apostolique       | Tomasz Grysa                      | 21 mars 2023       |
| Mexique (en)                          | Nonce apostolique       | Joseph Spiteri                    | 7 juillet 2022     |
| Micronésie (en)                       | Nonce apostolique       | Novatus Rugambwa                  | 30 mars 2021       |
| Moldavie (en)                         | Nonce apostolique       | vacant                            | 13 avril 2023      |
| Monaco (en)                           | Nonce apostolique       | vacant                            | 16 mai 2023        |
| Mongolie (en)                         | Nonce apostolique       | vacant                            | 19 juin 2023       |
| Monténégro (en)                       | Nonce apostolique       | Francis Assisi Chullikatt         | 1er octobre 2022   |
| Mozambique (en)                       | Nonce apostolique       | vacant                            | 18 mai 2023        |
| Namibie (en)                          | Nonce apostolique       | vacant                            | 8 février 2023     |
| Nations unies - New York              | Observateur permanent   | Gabriele Caccia                   | 21 juin 2023       |
| Nations unies - Genève                | Observateur permanent   | vacant                            | 15 mars 2023       |
| Nauru (en)                            | Nonce apostolique       | Novatus Rugambwa                  | 30 novembre 2019   |
| Népal (en)                            | Nonce apostolique       | Leopoldo Girelli                  | 13 septembre 2021  |
| Nicaragua (en)                        | Nonce apostolique       | vacant                            | 6 septembre 2022   |
| Niger (en)                            | Nonce apostolique       | Michael Francis Crotty            | 25 avril 2020      |
| Nigeria (en)                          | Nonce apostolique       | vacant                            | 8 août 2023        |
| Norvège (en)                          | Nonce apostolique       | Julio Murat                       | 16 mars 2023       |
| Nouvelle-Zélande (en)                 | Nonce apostolique       | Novatus Rugambwa                  | 29 mars 2019       |
| Oman (en)                             | Nonce apostolique       | Nicolas Thévenin                  | 22 mai 2023        |
| Ouganda (en)                          | Nonce apostolique       | Luigi Bianco                      | 4 février 2019     |
| Ouzbékistan (en)                      | Nonce apostolique       | Giovanni d'Aniello                | 14 janvier 2021    |
| Pacifique - Océanie                   | Délégué apostolique     | Novatus Rugambwa                  | 29 mars 2019       |
| Pakistan (en)                         | Nonce apostolique       | Germano Penemote (en)             | 16 juin 2023       |
| Palaos (en)                           | Nonce apostolique       | Novatus Rugambwa                  | 25 mai 2019        |
| Panama (en)                           | Nonce apostolique       | Dagoberto Campos Salas            | 14 mai 2022        |
| Papouasie-Nouvelle-Guinée (en)        | Nonce apostolique       | vacant                            | 17 novembre 2023   |
| Paraguay (en)                         | Nonce apostolique       | Vincenzo Turturro (en)            | 29 décembre 2023   |
| Pays-Bas (en)                         | Nonce apostolique       | Paul Tschang In-Nam               | 16 juillet 2022    |
| Péninsule arabique                    | Délégué apostolique     | vacant                            | 17 avril 2020      |
| Pérou (en)                            | Nonce apostolique       | Paolo Rocco Gualtieri             | 6 août 2022        |
| Philippines (en)                      | Nonce apostolique       | Charles John Brown                | 28 septembre 2020  |
| Pologne                               | Nonce apostolique       | Antonio Guido Filipazzi           | 8 août 2023        |
| Porto Rico (en)                       | Délégué apostolique     | Piergiorgio Bertoldi              | 18 mai 2023        |
| Portugal (en)                         | Nonce apostolique       | Ivo Scapolo                       | 29 août 2019       |
| Qatar (en)                            | Nonce apostolique       | Eugene Martin Nugent              | 7 janvier 2021     |
| Roumanie                              | Nonce apostolique       | vacant                            | 13 avril 2023      |
| Russie                                | Nonce apostolique       | Giovanni d'Aniello                | 1er juin 2020      |
| Rwanda                                | Nonce apostolique       | Arnaldo Catalan (en)              | 31 janvier 2022    |
| Saint-Christophe-et-Niévès (en)       | Nonce apostolique       | Santiago De Wit Guzmán            | 30 juillet 2022    |
| Sainte-Lucie (en)                     | Nonce apostolique       | Santiago De Wit Guzmán            | 12 novembre 2022   |
| Saint-Vincent-et-les-Grenadines (en)  | Nonce apostolique       | Santiago De Wit Guzmán            | 30 juillet 2022    |
| Salvador                              | Nonce apostolique       | Luigi Roberto Cona (en)           | 26 octobre 2022    |
| Samoa (en)                            | Nonce apostolique       | Novatus Rugambwa                  | 17 avril 2020      |
| Saint-Marin (en)                      | Nonce apostolique       | Emil Paul Tscherrig               | 12 septembre 2017  |
| Sao Tomé-et-Principe (en)             | Nonce apostolique       | Giovanni Gaspari                  | 21 septembre 2020  |
| Sénégal                               | Nonce apostolique       | Waldemar Stanisław Sommertag      | 6 septembre 2022   |
| Serbie                                | Nonce apostolique       | Santo Rocco Gangemi               | 12 septembre 2022  |
| Seychelles (en)                       | Nonce apostolique       | Tomasz Grysa                      | 9 février 2023     |
| Sierra Leone (en)                     | Nonce apostolique       | Walter Erbì (en)                  | 20 juillet 2022    |
| Singapour (en)                        | Nonce apostolique       | Marek Zalewski                    | 21 mai 2018        |
| Slovaquie (en)                        | Nonce apostolique       | Nicolas Girasoli                  | 2 juillet 2022     |
| Slovénie                              | Nonce apostolique       | Jean-Marie Speich                 | 19 mars 2019       |
| Îles Salomon (en)                     | Nonce apostolique       | vacant                            | 17 novembre 2023   |
| Somalie (en)                          | Délégué apostolique     | Antoine Camilleri                 | 31 octobre 2019    |
| Soudan du Sud (en)                    | Nonce apostolique       | Hubertus van Megen                | 19 mars 2019       |
| Soudan (en)                           | Nonce apostolique       | Luís Miguel Muñoz Cárdaba (en)    | 31 mars 2020       |
| Sri Lanka (en)                        | Nonce apostolique       | Brian Udaigwe                     | 13 juin 2020       |
| Suriname (en)                         | Nonce apostolique       | Santiago De Wit Guzmán            | 30 juillet 2022    |
| Suède (en)                            | Nonce apostolique       | Julio Murat                       | 9 novembre 2022    |
| Suisse                                | Nonce apostolique       | Martin Krebs                      | 3 mars 2021        |
| Syrie (en)                            | Nonce apostolique       | Mario Zenari                      | 30 décembre 2008   |
| Tadjikistan (en)                      | Nonce apostolique       | George Panamthundil (en)          | 15 juillet 2023    |
| Tanzanie (en)                         | Nonce apostolique       | Angelo Accattino                  | 2 janvier 2023     |
| Tchad (en)                            | Nonce apostolique       | Giuseppe Laterza (en)             | 5 janvier 2023     |
| République tchèque                    | Nonce apostolique       | Jude Thaddeus Okolo               | 1er mai 2022       |
| Thaïlande (en)                        | Nonce apostolique       | Peter Bryan Wells                 | 8 février 2023     |
| Timor oriental (en)                   | Nonce apostolique       | Wojciech Załuski                  | 29 septembre 2020  |
| Togo                                  | Nonce apostolique       | Mark Miles                        | 2 mars 2021        |
| Tonga (en)                            | Nonce apostolique       | Novatus Rugambwa                  | 30 novembre 2019   |
| Trinité-et-Tobago (en)                | Nonce apostolique       | Santiago De Wit Guzmán            | 30 juillet 2022    |
| Tunisie                               | Nonce apostolique       | Kurian Vayalunkal                 | 2 février 2021     |
| Turquie (en)                          | Nonce apostolique       | Marek Solczyński                  | 2 février 2022     |
| Turkménistan (en)                     | Nonce apostolique       | Paul Fitzpatrick Russell          | 19 mars 2016       |
| Ukraine (en)                          | Nonce apostolique       | Visvaldas Kulbokas                | 15 juin 2021       |
| Union européenne                      | Nonce apostolique       | Noël Treanor (en)                 | 27 novembre 2022   |
| Uruguay (en)                          | Nonce apostolique       | Gianfranco Gallone                | 3 janvier 2023     |
| Vanuatu (en)                          | Nonce apostolique       | vacant                            | 16 juin 2018       |
| Venezuela (en)                        | Nonce apostolique       | vacant                            | 8 mai 2021         |
| Viêt Nam (en)                         | Représentant pontifical | Marek Zalewski                    | 21 mai 2018        |
| Yémen (en)                            | Nonce apostolique       | vacant                            | 17 avril 2020      |
| Zambie                                | Nonce apostolique       | Gian Luca Perici (en)             | 5 juin 2023        |
| Zimbabwe (en)                         | Nonce apostolique       | vacant                            | 25 janvier 2020    |

### Sources
- Bulletins de la salle de presse du Saint-Siège en 2022
- Postes diplomatiques de la Curie sur catholic-hierarchy.org